# Edgar el Pacífic
|  | Per a altres significats, vegeu «Edgar d'Escòcia». |

Edgar el Pacífic (en anglès:Edgar the Peaceful) (vers 7 d'agost del 943 – 8 de juliol del 975) va ser rei d'Anglaterra. El sobrenom li ve per dos fets: va convèncer els nobles que no volien el seu germà com a monarca que era millor dividir el país que no arribar a una guerra civil; el segon fet és que, aconsellat per sant Dunstan, va mantenir el reialme sota el respecte a la llei i no es van donar les disputes que havien caracteritzat regnats anteriors.

## Ascens al poder
Era el segon fill d'Edmund el Magnífic i germà petit del rei Eduí el Bell. Tenia dotze anys a la mort del seu pare i la coronació del seu germà.
En els anys posteriors, els descontents amb el regnat d'Eduí es van aplegar al darrere d'Edgard, que va oposar-se a la política del seu germà. Un consell de nobles va proclamar rei a Edgard, i després d'enfrontar-se en una batalla a Gloucester, l'any 958 van acordar repartir-se el regne per evitar una guerra civil. Edgard rebria les terres al nord del Tàmesi (Northúmbria i Mèrcia), i Eduí retindria les que es trobaven al sud del riu (Wessex i Kent).
A la mort d'Eduí l'1 d'octubre del 959 Edgard esdevingué el rei de tota Anglaterra.

## Reformes
Una de les primeres mesures va ser demanar Dunstan, un dels principals opositors d'Eduí, que tornés de l'exili. Edgard va nomenar Dunstan bisbe de Worcester(posteriorment bisbe de Londres i arquebisbe de Canterbury) i fou un dels seus principals consellers.
Aconsellat per Dunstan, emprengué una reforma monàstica que va consolidar la regla benedictina a Anglaterra. També va reformar alguns costums envers l'Església: va prohibir practicar la simonia, va donar formació als sacerdots, els quals havien de tenir coneixements sobre teologia, i va insistir que tant frares com sacerdots havien de predicar amb l'exemple, portant una vida moral pura. També dividí el país en comtats i emprengué iniciatives legislatives consolidant la unitat política a Anglaterra, que mai no es va tornar a separar en regnes rivals.

## La cerimònia de coronació
El seu ministre, Dunstan, va creure que calia fer una segona cerimònia de coronació en el punt àlgid del regnat d'aquest monarca perquè servís de símbol del reconeixement de Déu envers les reformes que havia fet. Va ser una gran cerimònia que es va preparar amb tot detall a Bath. Hi van assistir sis reis de l'illa de Gran Bretanya que li van retre jurament de fidelitat, entre aquests estava Kenneth II (rei d'Escòcia) i Máel Coluim I (rei de Strathclyde). El protocol que es va fer servir ha servit de model per altres coronacions i és el mateix que es fa servir en les que es fan en l'actualitat en aquell país. El fet és recordat en un poema a la Crònica anglosaxona. Altres cròniques posteriors diuen que el nombre de reis assistents va ser vuit i que es va realitzar en una barca al riu Dee. Els historiadors actuals interpreten aquesta contradicció com que no es tracta de la mateixa cerimònia, sinó que se'n van fer altres posteriorment per renovar els vots envers el mateix rei.

## Mort
Edgar va morir l'any 975 a Winchester, i va ser enterrat a l'Abadia de Glastonbury. Va ser succeït pel seu primogènit Eduard.
Tot i que Edgar no era particularment pacífic, com demostra el conflicte contra el seu germà, el seu regne va ser tranquil, amb el poder anglosaxó consolidat i en el seu punt àlgid, sense invasions estrangeres i amb bones relacions amb Escòcia.

## Família

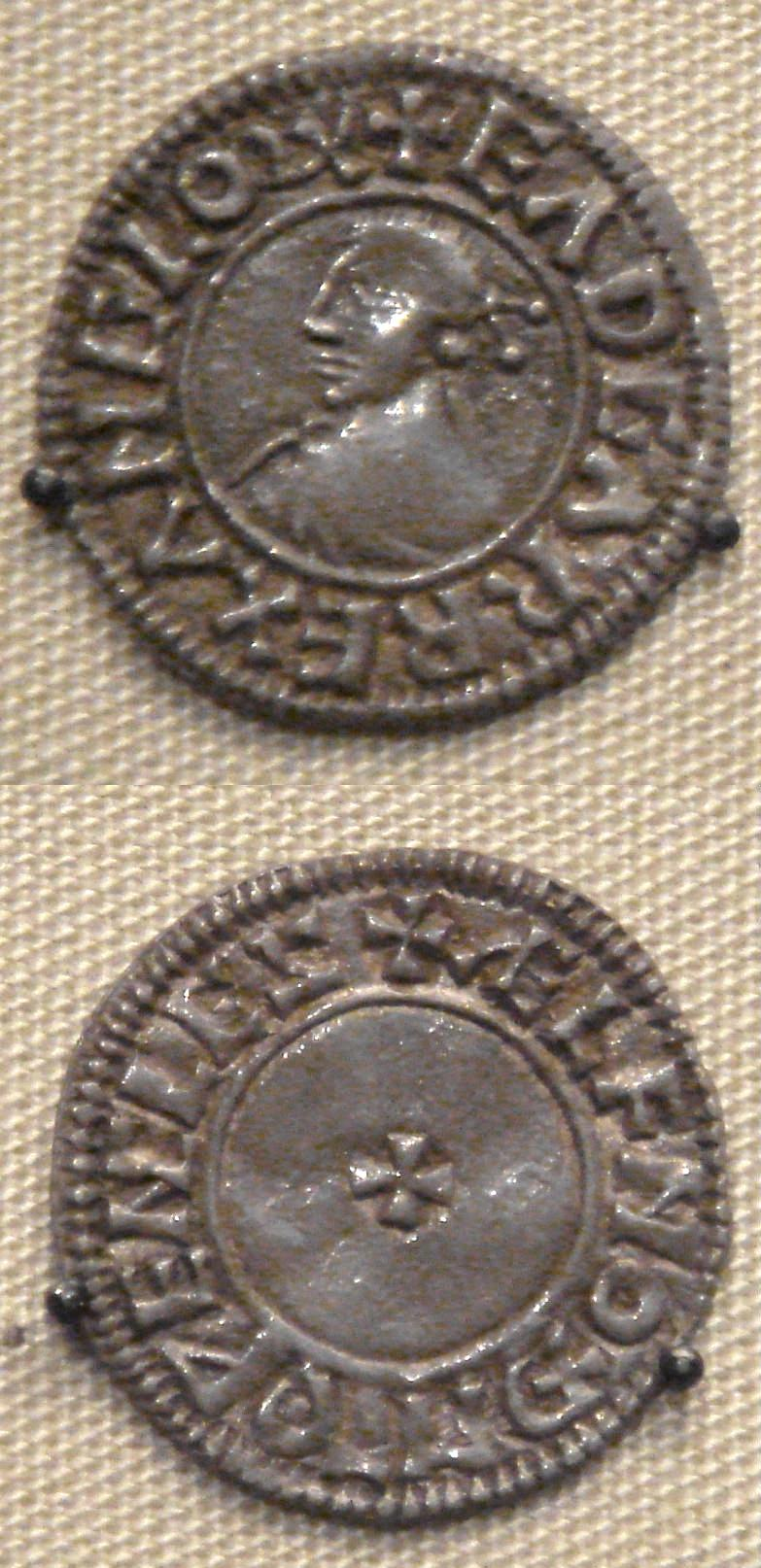
Monedes d'Edgard I

### Avantpassats
|  |                             |  |  |  |  |  |  |  |  |  |  |  |  |  |  |  |
|  | 16. Ethelwulf de Wessex     |  |  |  |  |  |  |  |  |  |  |  |  |  |  |  |
|  |                             |  |  |  |  |  |  |  |  |  |  |  |  |  |  |  |
|  |                             |  |  |  |  |  |  |  |  |  |  |  |  |  |  |  |
|  | 8. Alfred el Gran           |  |  |  |  |  |  |  |  |  |  |  |  |  |  |  |
|  |                             |  |  |  |  |  |  |  |  |  |  |  |  |  |  |  |
|  |                             |  |  |  |  |  |  |  |  |  |  |  |  |  |  |  |
|  | 17. Osburga                 |  |  |  |  |  |  |  |  |  |  |  |  |  |  |  |
|  |                             |  |  |  |  |  |  |  |  |  |  |  |  |  |  |  |
|  |                             |  |  |  |  |  |  |  |  |  |  |  |  |  |  |  |
|  | 4. Eduard el Vell           |  |  |  |  |  |  |  |  |  |  |  |  |  |  |  |
|  |                             |  |  |  |  |  |  |  |  |  |  |  |  |  |  |  |
|  |                             |  |  |  |  |  |  |  |  |  |  |  |  |  |  |  |
|  | 18. Æthelred Mucil          |  |  |  |  |  |  |  |  |  |  |  |  |  |  |  |
|  |                             |  |  |  |  |  |  |  |  |  |  |  |  |  |  |  |
|  |                             |  |  |  |  |  |  |  |  |  |  |  |  |  |  |  |
|  | 9. Ealhswith                |  |  |  |  |  |  |  |  |  |  |  |  |  |  |  |
|  |                             |  |  |  |  |  |  |  |  |  |  |  |  |  |  |  |
|  |                             |  |  |  |  |  |  |  |  |  |  |  |  |  |  |  |
|  | 2. Edmund I d'Anglaterra    |  |  |  |  |  |  |  |  |  |  |  |  |  |  |  |
|  |                             |  |  |  |  |  |  |  |  |  |  |  |  |  |  |  |
|  |                             |  |  |  |  |  |  |  |  |  |  |  |  |  |  |  |
|  | 10. Sigehelm, comte de Kent |  |  |  |  |  |  |  |  |  |  |  |  |  |  |  |
|  |                             |  |  |  |  |  |  |  |  |  |  |  |  |  |  |  |
|  |                             |  |  |  |  |  |  |  |  |  |  |  |  |  |  |  |
|  | 5. Edgiva de Kent           |  |  |  |  |  |  |  |  |  |  |  |  |  |  |  |
|  |                             |  |  |  |  |  |  |  |  |  |  |  |  |  |  |  |
|  |                             |  |  |  |  |  |  |  |  |  |  |  |  |  |  |  |
|  | 1. Edgard d'Anglaterra      |  |  |  |  |  |  |  |  |  |  |  |  |  |  |  |
|  |                             |  |  |  |  |  |  |  |  |  |  |  |  |  |  |  |
|  |                             |  |  |  |  |  |  |  |  |  |  |  |  |  |  |  |
|  | 3. Elgiva                   |  |  |  |  |  |  |  |  |  |  |  |  |  |  |  |
|  |                             |  |  |  |  |  |  |  |  |  |  |  |  |  |  |  |
|  |                             |  |  |  |  |  |  |  |  |  |  |  |  |  |  |  |

### Núpcies i descendents
Amb la seva primera esposa Etelfleda, tingué un fill:
- Eduard (vers 962-978), succeí el seu pare al tron, conegut com a Eduard el Màrtir.

Amb la seva segona esposa Elfrida, tingué un segon fill.
- Etelred (vers 968 – 1016), succeí el seu germà al tron, conegut com a Etelred l'Indecís.

Tingué també una filla il·legítima, Eadgyth, que esdevingué una monja i fou canonitzada com a Santa Edith.